# Macrosiphum alpinum
Macrosiphum alpinum är en insektsart. Macrosiphum alpinum ingår i släktet Macrosiphum och familjen långrörsbladlöss. Inga underarter finns listade i Catalogue of Life.